# Dasylabris intermedia
Dasylabris intermedia (лат.) — вид ос-немок рода Dasylabris из подсемейства Dasylabrinae.

## Распространение
Россия (Бурятия), Монголия, Афганистан, Китай, Корея.

## Описание
Мелкие и среднего размера пушистые осы (около 1 см: самки от 8 до 15 мм, самцы от 11 до 14 мм). От близких видов отличается головой, высота которой равна её ширине, двумя зубчиками на переднем крае клипеуса, светлыми волосками переднеспинки (самцы); на лбу светлые волоски в виде пятна, брюшко яйцевидное (самки). Развит бугорок щитика. У самок развито скультированное пигидальное поле. Форма глаз овальная, слабовыпуклая, их внутренний край без выреза. Бок среднегруди выпуклые и она шире, чем промежуточный сегмент. Глаза неопушенные. Предположительно, как и близкие виды паразитоиды пчёл и ос.